# La Vie illustrée
Pour les articles homonymes, voir Vie (homonymie).
La Vie illustrée est un hebdomadaire illustré français fondé en octobre 1898 et disparu en 1911 qui avait recours massivement à la photographie dans son traitement de l'actualité.

## Histoire du périodique
En octobre 1898, l'éditeur et patron de presse Félix Juven, directeur de la feuille humoristique Le Rire, lance un nouveau journal hebdomadaire, baptisé La Vie illustrée, qui fait appel à l'image photographique. En 1900-1901, il le fusionne avec L'Univers illustré racheté à l'éditeur Calmann Lévy.
Livré et vendu à l'origine le jeudi au prix de 30 centimes pour 32 pages contenant plus de 70 % de reproductions de photographies imprimées en similigravure, ce périodique traite de l'actualité française et internationale. Les dernières pages offrirent pendant les deux premières années un roman-feuilleton illustré par des dessins. Au bout de quatre années, le prix grimpa à 40 centimes pour culminer à 50 centimes, avant de finir à 30 centimes. La pagination moyenne se stabilisa autour de 20 pages, publicités incluses, avec des pointes à 48 pages pour des numéros spéciaux (Noël ou dossier thématique).
En 1910, l'un des cofondateurs, Henri de Weindel, qui gérait la partie iconographique, rejoint le quotidien illustré Excelsior lancé par Pierre Lafitte, le principal concurrent de Juven, qui, en retour lance Le Miroir, entre 1910 et 1912, en s'associant à Jean Dupuy, patron entre autres du quotidien Le Petit Parisien qui s'adjoint ainsi son supplément photo. La Vie illustrée n'est alors plus dirigée par Juven mais par un certain Frédéric Poncignon, 57 rue du Faubourg Montmartre, par ailleurs éditeur d'une nouvelle série de L'Univers illustré (lancée en juillet 1910), laquelle disparaît en 1912.

## Regard critique
Thierry Gervais, historien spécialiste de la presse illustrée, souligne que l'hebdomadaire sportif La Vie au grand air est, avec La Vie illustrée, à l'origine du magazine, ce type de périodique dans lequel « les illustrations sont beaucoup plus nombreuses que dans les journaux illustrés » et sont au service de « maquettes complexes », avec des mises en page qui « visent à produire simultanément du sens et du spectacle ».
Progressivement, le recours à des photos choc devient à la fois l'outil et l'argument commercial de cette presse à sensation. Le 8 juillet 1904, La Vie illustrée édite en couverture l'image colorisée de la décapitation d'un Koungouse de Mandchourie pendant la guerre russo-japonaise : l'année précédente, la décapitation de rebelles macédoniens par les Turcs avait déjà donné lieu à une campagne d'affichage de la part de Juven le 27 février 1903 (titrée « Les atrocités turques devant l'objectif »). Une autre forme de sensationnalisme culmine avec la publication en une le 18 mai 1906 d'un dossier intitulé « Chez les anarchistes - la fabrication d'une bombe ».
La revue écorne aussi la déontologie journalistique en détournant une photo pour illustrer un événement. La Une de La Vie illustrée du 9 août 1907 illustre cette déviance. La gravure de Une est un montage d’une photo originale de l'agence Rol prise en août 1906 (plusieurs personnages sont déplacés) et elle est affublée d’une légende fallacieuse :
« Pendant le massacre de Casablanca, un groupe de fanatiques marocains embusqués près du port pour tirer sur les européens ». Il s’agit en réalité d’une troupe de spectacle marocaine qui a donné des représentations à Tourcoing fin août 1906 ! Il existe 8 originaux de l’agence Rol conservés de cette fête, qui a donné lieu à un article d’Ed Sandis intitulé « un village marocain à Tourcoing » illustré de cinq photographies, paru dans la revue Armes et Sports en septembre 1906.

## Choix de pages intérieures

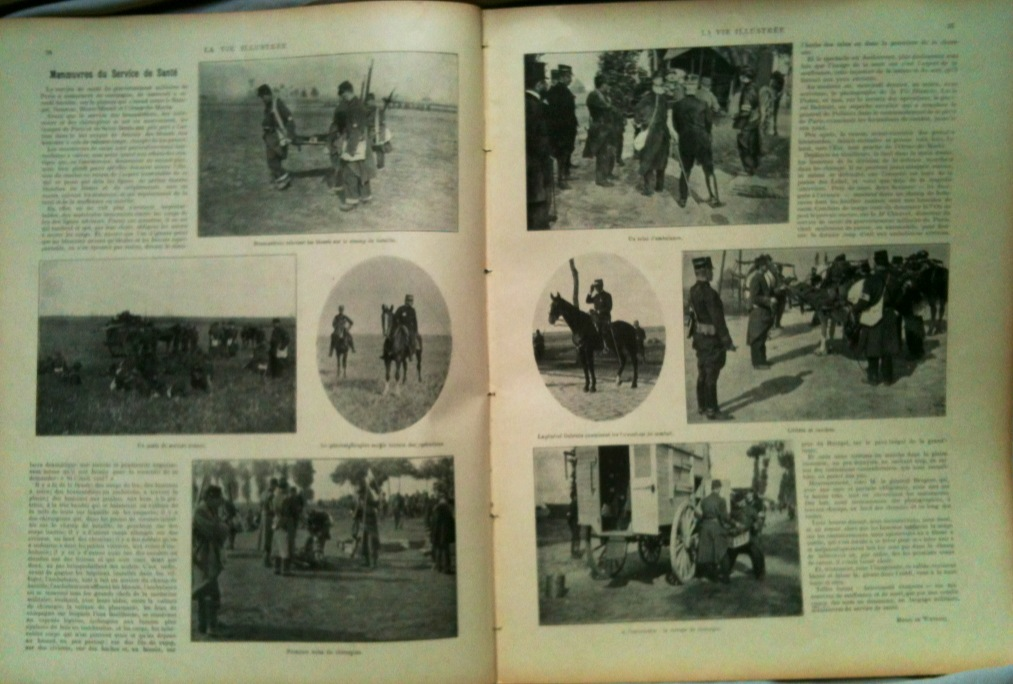
Double-page du 13 octobre 1899, un reportage sur l'armée française
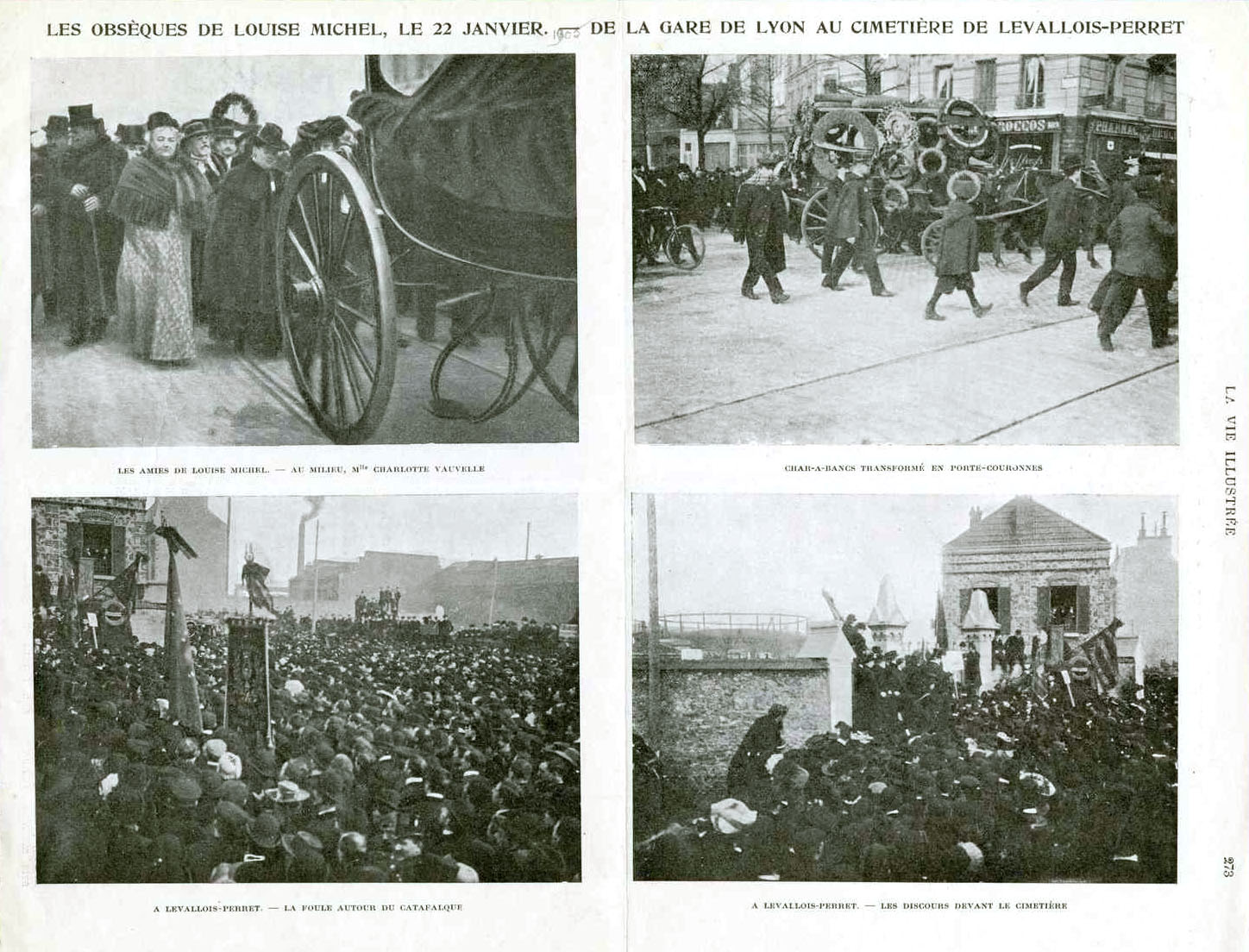
Funérailles de Louise Michel, le 22 janvier 1905

## Contributeurs notoires
- Zo d'Axa